# Марлер, Джо
Джозеф Уильям Джордж Марлер (англ. Joseph William George Marler, родился 7 июля 1990 года в Истборне) — английский регбист, проп (столб).2

## Биография

### Ранние годы
Учился в начальной школе Мэйнардс Грин и Хартфилдском колледже, с 11 лет играл за команду «Истборн Шаркс». Выступал за команду Сассекса в возрастной категории от 14 до 18 лет, в 2006 году играл за команду Лондона и Юго-Восточной Англии. Также играл за сассексский клуб «Хэйуордс Хит», где выступал его будущий коллега по сборной Билли Туэлвтрис.

### Клубная карьера
В академии клуба «Харлекуинс» Марлер оказался в 2008 году, дебютировав за клуб в сезоне 2009/2010. Некоторое время он играл в аренде за команды «Эшер» и «Уортинг». В сезоне 2011/2012 выиграл с клубом чемпионат Англии, одержав победу над «Лестер Тайгерс». В сезоне 2014/2015 получил капитанскую повязку на время выступлений Криса Робшоу в сборной Англии, затем уступил её Дэнни Кейру в следующем сезоне. 18 января 2016 года продлил контракт с клубом. Из-за карантина, связанного с пандемией COVID-19, намеревался завершить карьеру, но 5 июня 2020 года всё же продлил контракт.

### Карьера в сборной

#### Англия
Марлер был капитаном сборной Англии U-18 и играл на юниорском чемпионате мира U-20 в 2009 году. В 2010 году он был вызван в сборную Англии на тест-матчи в конце года в связи с травмой Дэйва Уилсона, а дебютировал 9 июня 2012 года в Дурбане в матче против ЮАР. Основным игроком стал с 2013 года, когда участвовал в тест-матчах против Аргентины. В составе сборной Англии играл на домашнем Кубке мира 2015 года, но сборная сенсационно не вышла из группы. Со сборной Англии выиграл Кубок шести наций в 2016 и 2017 годах, однако попадал в центр разных скандалов.
В Кубке шести наций 2016 года в игре против Уэльса Марлер в разгар схватки обозвал своего визави, валлийского столба Сэмсона Ли «цыганёнком» (англ. gypsy boy), за что получил штраф в 20 тысяч фунтов стерлингов (около 25 тысяч евро) и дисквалификацию на два матча до 18 апреля 2016 года (против «Лондон Айриш» в Европейском кубке вызова и против «Сарацин» в чемпионате Англии). Штраф он обязывался перевести на благотворительные цели. После дисквалификации Марлер извинился перед Ли, заявив, что попросту не сдержался. Тем не менее, это был не единственный инцидент с грубой бранью в том году: после тест-матча между австралийцами и англичанам (победа англичан 39:28) в ответ на критику судейства со стороны бывшего тренера австралийцев Боба Дуайера Марлер послал того куда подальше.
Отчасти из-за дисквалификации Марлер объявил 26 сентября 2018 года о прекращении игр за сборную Англии, однако перед началом чемпионата мира 2019 года передумал и вернулся в сборную, с которой дошёл до финала. 7 марта 2020 года Марлер опять отметился с отрицательной стороны: в игре Кубка шести наций против того же Уэльса он схватил за пах капитана «драконов» Алана Уина Джонса. Джонс после матча пожаловался в World Rugby, требуя расследовать случившееся. Сам Марлер назвал все обвинения полной «чушью». По регламенту World Rugby, срок дисквалификации за подобные захваты варьируется до 4 лет, однако Марлер в итоге получил 10 недель дисквалификации.

### Британские и ирландские львы
19 апреля 2017 года Марлер был включён в заявку «Британских и ирландских львов» на турне по Новой Зеландии в июне—июле и сыграл всего 5 матчей.

### Барбарианс
2 июня 2019 года Марлер сыграл первый матч за именитый клуб «Барбарианс» против Англии.

## Личная жизнь
Женат. По его словам, в 2014 году после игры против Уэльса он подвергся разгромной критике от национальной прессы, однако бабушка его невесты, которая является болельщицей регби, направила Джо письмо, в котором заявила, что пресса не права во многом.

## Достижения
- Чемпион Англии: 2011/2012
- Серебряный призёр чемпионата мира: 2019